# Усть-Лужское сельское поселение
Усть-Лу́жское се́льское поселе́ние — муниципальное образование в составе Кингисеппского района Ленинградской области Российской Федерации. Административный центр — посёлок Усть-Луга.
Глава муниципального образования — Миркасимова Наталья Станиславовна, глава администрации — Казарян Павел Ильич.

## Географические данные
Поселение располагается в устье реки Луги, на берегу Финского залива. Основная часть поселения находится в пограничной полосе, где действует пограничный режим.
На территории Усть-Лужского сельского поселения находится государственный охотничий заказник «Кургальский». Заказник находится на Кургальском полуострове.
Фауна этих мест очень разнообразна. Наибольшую ценность представляет балтийская кольчатая нерпа и находящийся под угрозой уничтожения серый тюлень. Здесь также произрастает 90 видов растений, подлежащих охране на территории Ленинградской области. На Кургальской возвышенности произрастают ельники, что редкость на территории поселения. Сосняки встречаются в западной части на берегах Финского залива.
Болото «Кургальский мох» — одно из самых крупных в районе, в нём имеются значительные запасы торфа. Почвы в этой местности песчаные и супесчаные.
По территории поселения проходят автодороги:
- А180 «Нарва» (E 20) (Санкт-Петербург — Ивангород — граница с Эстонией)
- 41К-005 (Псков — Кингисепп — Краколье)
- 41К-109 (Лужицы — Первое Мая)
- 41К-113 (Усть-Луга — Струпово)

Расстояние от административного центра поселения до районного центра — 55 км.

## История
В начале 1920-х годов в составе Наровской волости Кингисеппского уезда был образован Кракольский сельсовет с центром в деревне Краколье.
В августе 1927 года Кракольский сельсовет вошёл в состав Котельского района Ленинградской области.
В ноябре 1928 года к Кракольскому сельсовету присоединены упразднённые Островский и Песковский сельсоветы.
20 сентября 1931 года Котельский район был ликвидирован, Кракольский сельсовет вошёл в состав Кингисеппского района.
22 февраля 1939 года к Кракольскому сельсовету присоединена большая часть Курголовского сельсовета.
По данным 1990 года центр Кракольского сельсовета перенесён в посёлок Усть-Луга, а сельсовет переименован в Усть-Лужский.
18 января 1994 года постановлением главы администрации Ленинградской области № 10 «Об изменениях административно-территориального устройства районов Ленинградской области» Усть-Лужский сельсовет, также как и все другие сельсоветы области, преобразован в Усть-Лужскую волость.
1 января 2006 года в соответствии с областным законом № 81-оз от 28 октября 2004 года «Об установлении границ и наделении соответствующим статусом муниципального образования Кингисеппский муниципальный район и муниципальных образований в его составе» образовано Усть-Лужское сельское поселение, в его состав вошла территория бывшей Усть-Лужской волости.
13 октября 2008 года в соответствии с областным законом Ленинградской области № 98-оз посёлок Усть-Луга, деревня Краколье и посёлок при железнодорожной станции Усть-Луга объединены в посёлок Усть-Луга.

## Население
| 2006  | 2010  | 2011  | 2012  | 2013  | 2014  | 2015  |
| ----- | ----- | ----- | ----- | ----- | ----- | ----- |
| 2700  | ↗2835 | ↗2853 | ↗2940 | ↗2943 | ↗2948 | ↗2966 |
| 2016  | 2017  | 2018  | 2019  | 2020  | 2021  | 2023  |
| ↗3059 | ↗3111 | ↘3088 | ↘3036 | ↗3075 | ↘2592 | ↘2529 |
| 2024  | 2025  |       |       |       |       |       |
| ↘2503 | ↗8977 |       |       |       |       |       |

## Состав сельского поселения
В состав сельского поселения входят 12 населённых пунктов:
| №  | Населённый пункт | Тип населённого пункта          | Население    |
| -- | ---------------- | ------------------------------- | ------------ |
| 1  | Выбье            | деревня                         | ↘59 (2017)   |
| 2  | Гакково          | деревня                         | ↗21 (2017)   |
| 3  | Кайболово        | деревня                         | ↘0 (2017)    |
| 4  | Кирьямо          | деревня                         | ↘9 (2017)    |
| 5  | Конново          | деревня                         | ↘17 (2017)   |
| 6  | Курголово        | посёлок                         | ↘17 (2017)   |
| 7  | Липово           | деревня                         | ↘18 (2017)   |
| 8  | Лужицы           | деревня                         | ↗84 (2017)   |
| 9  | Межники          | деревня                         | ↘31 (2017)   |
| 10 | Преображенка     | посёлок                         | ↘70 (2017)   |
| 11 | Тисколово        | деревня                         | ↘9 (2017)    |
| 12 | Усть-Луга        | посёлок, административный центр | ↘2273 (2017) |

## Малый народ водь, проживающий на территории поселения

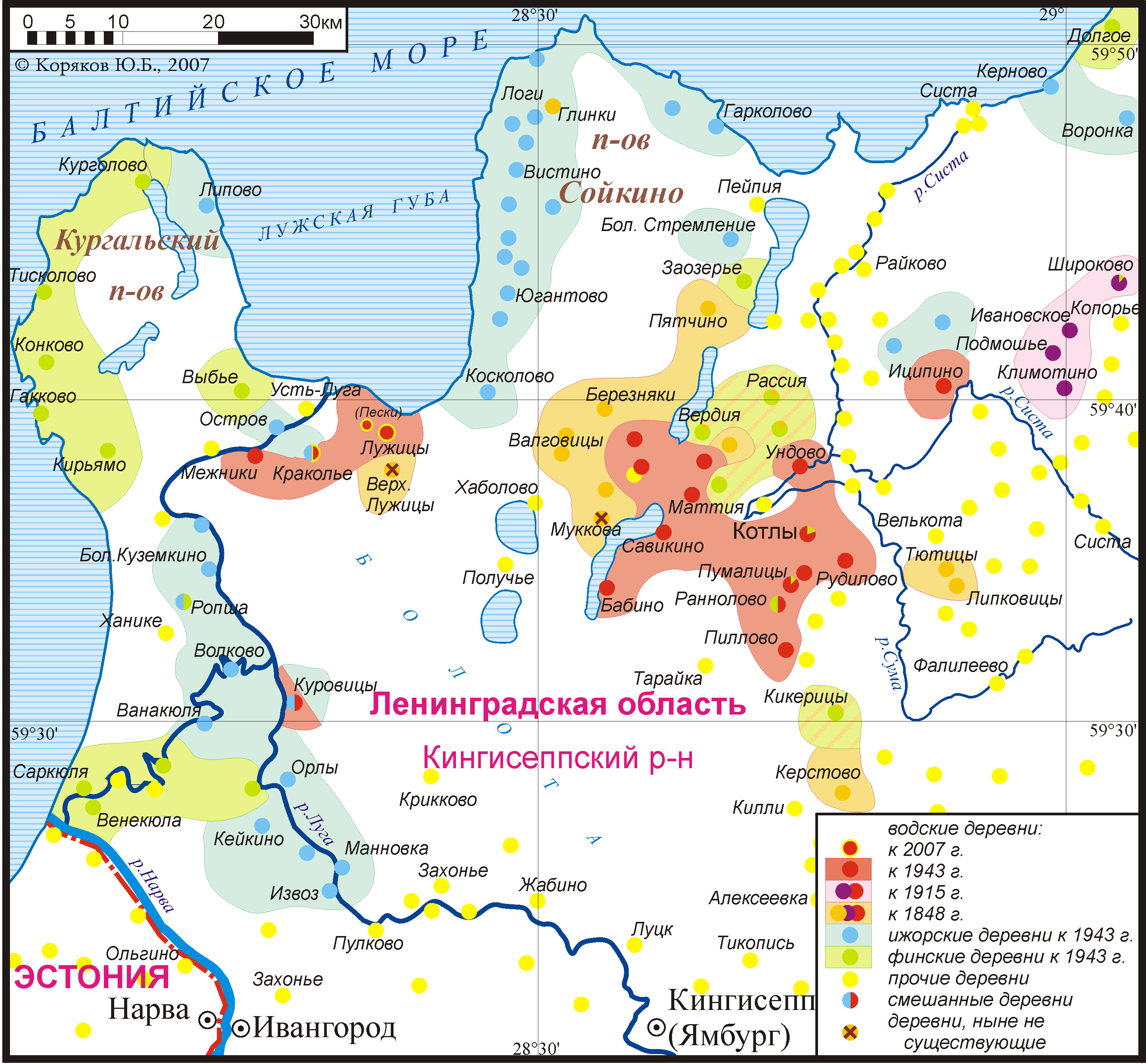
Карта водских, финских и ижорских деревень.
1848—2007 гг.

В конце XIX века местными жителями здесь были водь, ижора, ингерманландские финны. За последние 80 лет численность малых народов значительно сократилась. По последним данным, на территории Устъ-Лужского сельского поселения русские составляют 81 % населения. Но в местах постоянного проживания малых народов — деревни Выбье, Конново, Тисколово, Гурлево, Кирьямо, Липово, Гакково — русских только 53 %, а ижоры составляют 22 % населения. Однако местные краеведы и этнографы утверждают, что в действительности их больше. В деревнях Краколье (ныне квартал Усть-Луги) и Лужицы ещё сохранилось около 30 носителей водского языка.

## Социальная сфера
В Усть-Луге находятся школа, больница, Дом культуры, библиотека и детский сад.

## Экономика
Основное занятие населения Усть-Лужского сельского поселения — рыболовство и переработка рыбы. В посёлке Усть-Луга с 1932 года работает рыбоперерабатывающий комбинат, который выпускает различные консервы. На предприятии трудится около 500 человек. Часть населения занята в сельском хозяйстве. 
Часть населения также работает в порту Усть-Луга. В настоящее время на землях Усть-Лужского и соседнего Сойкинского сельского поселения идёт строительство Усть-Лужского портового комплекса. Работы ведутся на правобережье р. Луга и вдоль Финского залива.

## Достопримечательности
- Усадьба фон Биппенов в Преображенке[26]
- Церковь Веры, Надежды, Любови и матери их Софии в Краколье
- Собор Живоначальной Троицы в Усть-Луге
- Церковь святого Николая Чудотворца в Усть-Луге